# 舒氏複齒脂鯉
舒氏複齒脂鯉為輻鰭魚綱脂鯉目琴脂鯉亞目複齒脂鯉科的其中一種，為熱帶淡水魚，分布於非洲三比西河、Pungwe與Buzi河流域，體長可達50公分，棲息在沙石底質的開放水域，成群活動，屬雜食性，以藻類、甲殼類、蝸牛、魚類等為食，會做季節性遷徙，繁殖期在夏季，生活習性不明。

## 扩展阅读
維基物種上的相關：舒氏複齒脂鯉